# Horom, Shirak
Horom là một đô thị thuộc tỉnh Shirak, Armenia. Dân số ước tính năm 2011 là 2516 người.